# Krafthand
Die Krafthand ist eine technisch orientierte Fachzeitschrift für das Kfz-Handwerk. Das Technikmagazin erscheint seit 1927 mit 24 Ausgaben pro Jahr bei der Krafthand Medien GmbH in Bad Wörishofen.
Zielgruppe und Leserschaft des Fachmagazins sind freie und markengebundene Kfz-Werkstätten sowie Systemwerkstätten. Redaktionelle Schwerpunkte sind Werkstattpraxis, Teile & Systeme, Automobiltechnik, Werkstattrecht und Unternehmenspraxis. Der Name Krafthand ist abgeleitet vom ursprünglichen Titel „Zeitschrift für das Kraftfahrzeug-Handwerk“.
Für den Inhalt ist eine mehrköpfige Fachredaktion zuständig. Für Recherchen und Praxistests steht den Fachredakteuren eine eigene Redaktionswerkstatt zur Verfügung. Regelmäßig werden Krafthand-Spezial-Ausgaben veröffentlicht, die aktuelle Themen der Kfz-Branche aufgreifen.
Ebenfalls werden in der Krafthand fachlich einschlägige Auszüge aus dem Verkehrsblatt (Amtsblatt des Verkehrsministeriums) vollständig veröffentlicht.
Seit Oktober 2015 ist die Krafthand auch als digitales Magazin für Smartphones und Tabletcomputer auf iOS und Android Betriebssystemen verfügbar.
Die Fachzeitschrift wird durch einen Online-Auftritt sowie Newsletter ergänzt.